# (13362) 1998 UQ16
(13362) 1998 UQ16 est un astéroïde troyen de Jupiter de 28,324 km de diamètre découvert en 1998.

## Description
(13362) 1998 UQ16 a été découvert le 26 octobre 1998 à Višnjan, une municipalité située dans le comitat d'Istrie en Croatie, par Korado Korlević.

### Caractéristiques orbitales
L'orbite de cet astéroïde est caractérisée par un demi-grand axe de 5,18 UA, un périhélie de 5,04 UA, une excentricité de 0,03 et une inclinaison de 9,34° par rapport à l'écliptique. Du fait de ces caractéristiques, à savoir un demi-grand axe compris entre 4,6 et 5,5 UA et un périhélie inférieur à 0,3 UA, il est classé, selon la JPL Small-Body Database, astéroïde troyen de Jupiter du camp troyen. Il est situé au point de Lagrange L4 du système Soleil-Jupiter.

### Caractéristiques physiques
(13362) 1998 UQ16 a une magnitude absolue (H) de 11,0 et un albédo estimé à 0,088, ce qui permet de calculer un diamètre de 28,324 km. Ces résultats ont été obtenus grâce aux observations du Wide-Field Infrared Survey Explorer (WISE), un télescope spatial américain mis en orbite en 2009 et observant l'ensemble du ciel dans l'infrarouge, et publiés en 2012 dans un article regroupant les caractéristiques de 478 astéroïdes troyens,.